# Tambu (album)
Tambu is het negende studioalbum van de band Toto, uitgegeven in 1995. Het was het eerste album waarin drummer Simon Phillips speelde in plaats van de in 1992 overleden Jeff Porcaro. Tambu is genoemd naar een Arubaanse muziekterm.

## Musici
- Steve Lukather - Gitaar, basgitaar, mandoline, synthesizer, piano en zang;
- David Paich - Zang, toetsen en orgel;
- Mike Porcaro - Basgitaar en toetsen;
- Simon Phillips - Slagwerk en toetsen.

## Composities
1. "Gift of Faith"
2. "I Will Remember"
3. "Slipped Away"
4. "If You Belong to Me"
5. "Baby He's Your Man"
6. "The Other End of Time"
7. "The Turning Point"
8. "Time Is the Enemy"
9. "Just Can't Get to You"
10. "Drag Him to the Roof"
11. "Dave's Gone Skiing"
12. "The Road Goes On"
13. "Blackeye"